# Stora grundet

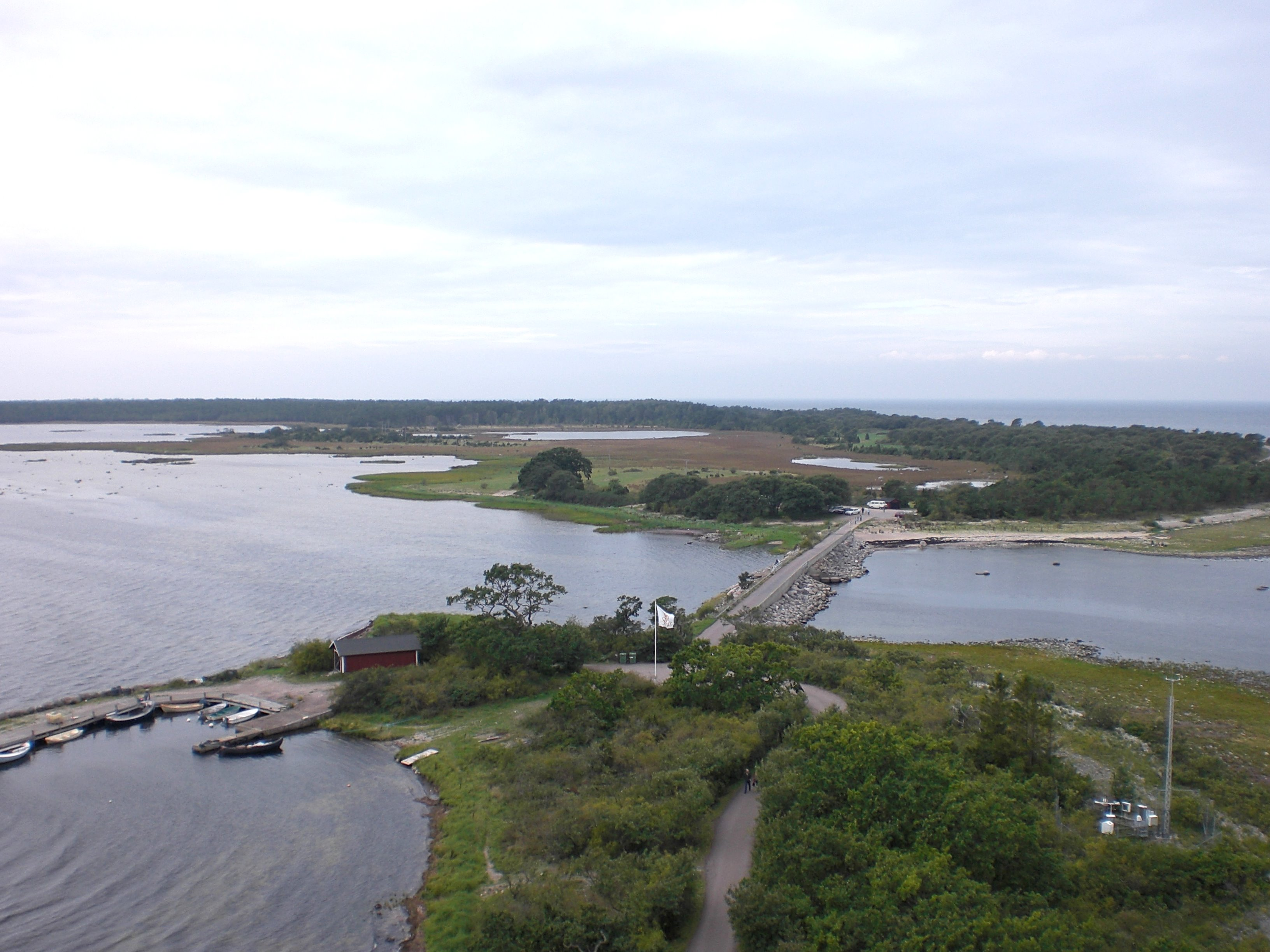
Blick vom Leuchtturm nach Westen, Brücke, links davon der Hafen

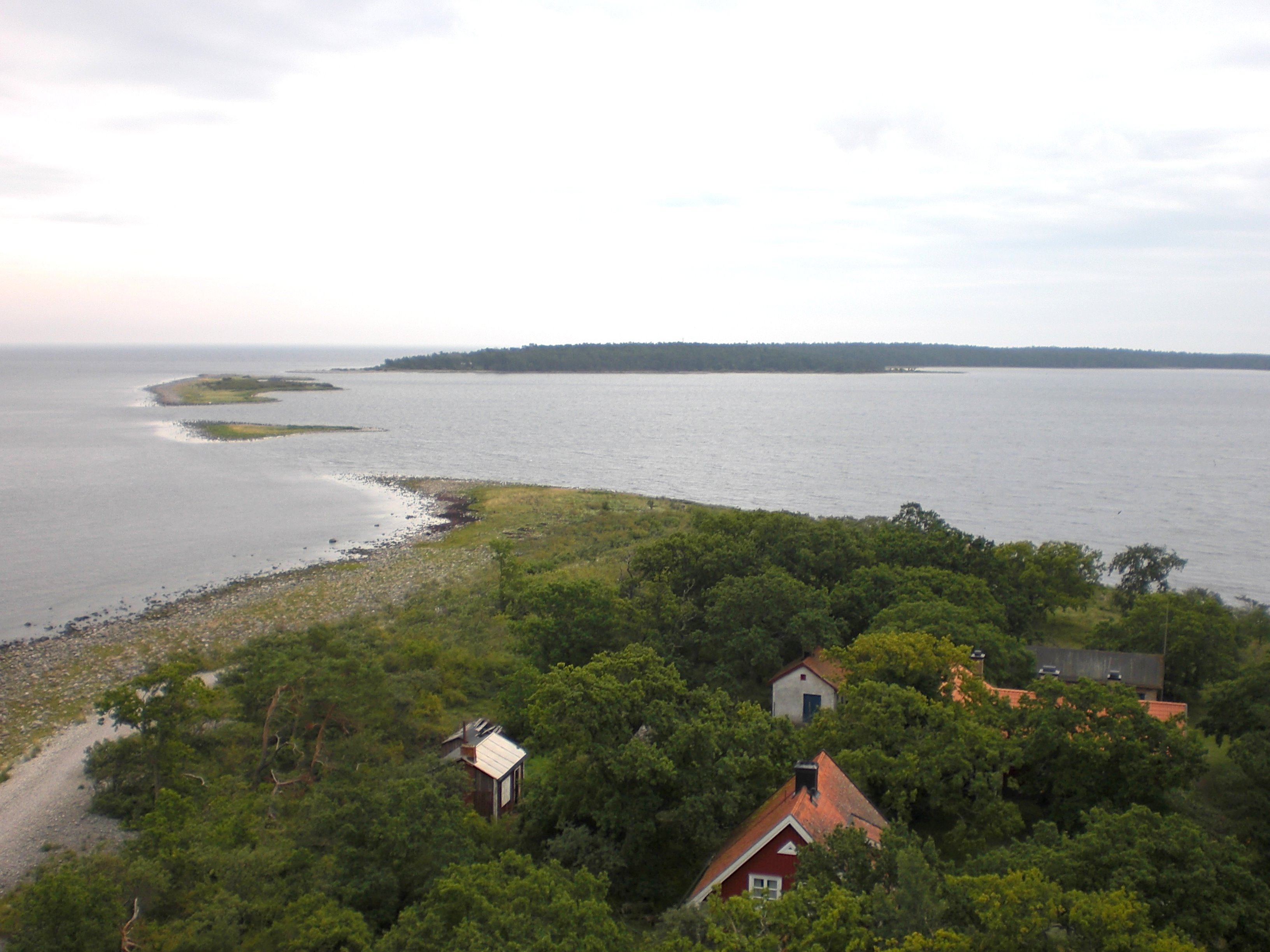
Blick vom Leuchtturm nach Osten auf den nördlichen Teil der Bucht Grankullaviken, im Hintergrund der Trollskogen

Stora grundet ist eine nördlich der schwedischen Ostseeinsel Öland gelegene Insel.
Die Insel hat eine West-Ost-Ausdehnung von etwa 450 Metern und eine Nord-Süd-Ausdehnung von ungefähr 200 Metern. Nördlich von Stora grundet liegt die Ostsee. Das Südufer der Insel grenzt an die öländische Bucht Grankullaviken. Gemeinsam mit zwei kleineren etwas weiter östlich gelegenen Inseln grenzt Stora grundet die Bucht von der Ostsee ab.
Bekannt ist Stora grundet, da sich hier der 1845 erbaute Leuchtturm Långe Erik befindet, der die Nordspitze Ölands markiert. Seit 1965 ist Stora grundet über eine etwa 130 Meter lange Brücke von Westen her mit Öland verbunden.
Neben dem Leuchtturm befinden sich auch einige weitere Häuser auf der Insel. Ursprünglich wohnten hier die Leuchtturmwärter mit ihren Familien. An der Südseite der Insel befindet sich auch ein kleiner Hafen. Da der Leuchtturm eine der Touristenattraktionen Ölands ist, wird die Insel im Sommer häufig von Touristen besucht. In der Saison besteht etwas Gastronomie und auch ein Souvenirgeschäft.